# ノーザン・ブールバード駅
ノーザン・ブールバード駅 (英: Northern Boulevard) は、クイーンズ区ウッドサイド地区のノーザン・ブールバードとブロードウェイの交差点にあるニューヨーク市地下鉄INDクイーンズ・ブールバード線の駅である。E系統が深夜帯のみ、M系統が平日、R系統が深夜帯を除く終日停車する。

## 歴史
当路線は初めてINDが建設した路線の一つであった。この際に公共事業局が建設に2500万ドル出資した。
1933年8月19日、当路線がジャクソン・ハイツ-ルーズベルト・アベニュー駅から50丁目駅まで開通した際に当駅は開業した。
2015-2019年の投資計画で当駅は他のニューヨーク市地下鉄の駅とともに改装工事が行われる予定であった。工事の際は最大6か月間営業を休止してUSBステーション、地図、新型照明の設置や各部の改修を行う予定であったが、その後の計画変更に伴う資金不足が生じたため、2020-2024年の投資計画まで延期された。また、同じ2020-2024年投資計画でエレベーターの設置が計画されている。

## 駅構造
| G           | 地上階                       | 出入口 |
| B1 ホーム階 | 相対式ホーム、右側ドアが開く | 相対式ホーム、右側ドアが開く |
| B1 ホーム階 | 南行緩行線                   | ← 深夜帯：ワールド・トレード・センター駅行き（46丁目駅） ← 平日23時迄：ミドル・ヴィレッジ-メトロポリタン・アベニュー駅行き（46丁目駅） ← ベイ・リッジ-95丁目駅行き（46丁目駅） |
| B1 ホーム階 | 北行緩行線                   | → 深夜帯：ジャマイカ・センター駅行き（65丁目駅）→ フォレスト・ヒルズ-71番街駅行き（65丁目駅）→                                                                                 |
| B1 ホーム階 | 相対式ホーム、右側ドアが開く | |
| B2 急行線   | 南行急行線                   | ← 深夜帯以外：通過 ← 通過 |
| B2 急行線   | 北行急行線                   | → 深夜帯以外：通過 → → 通過 → |

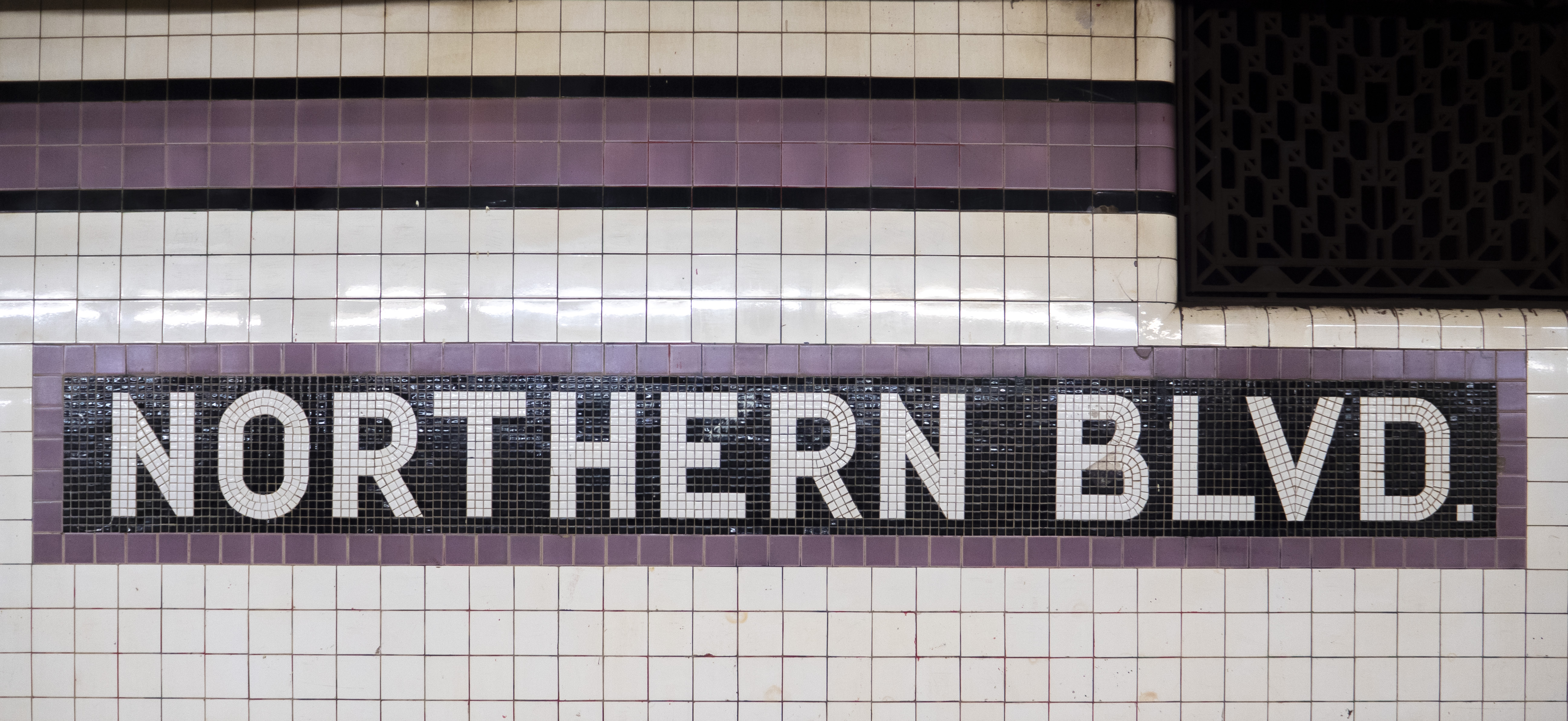
駅名標

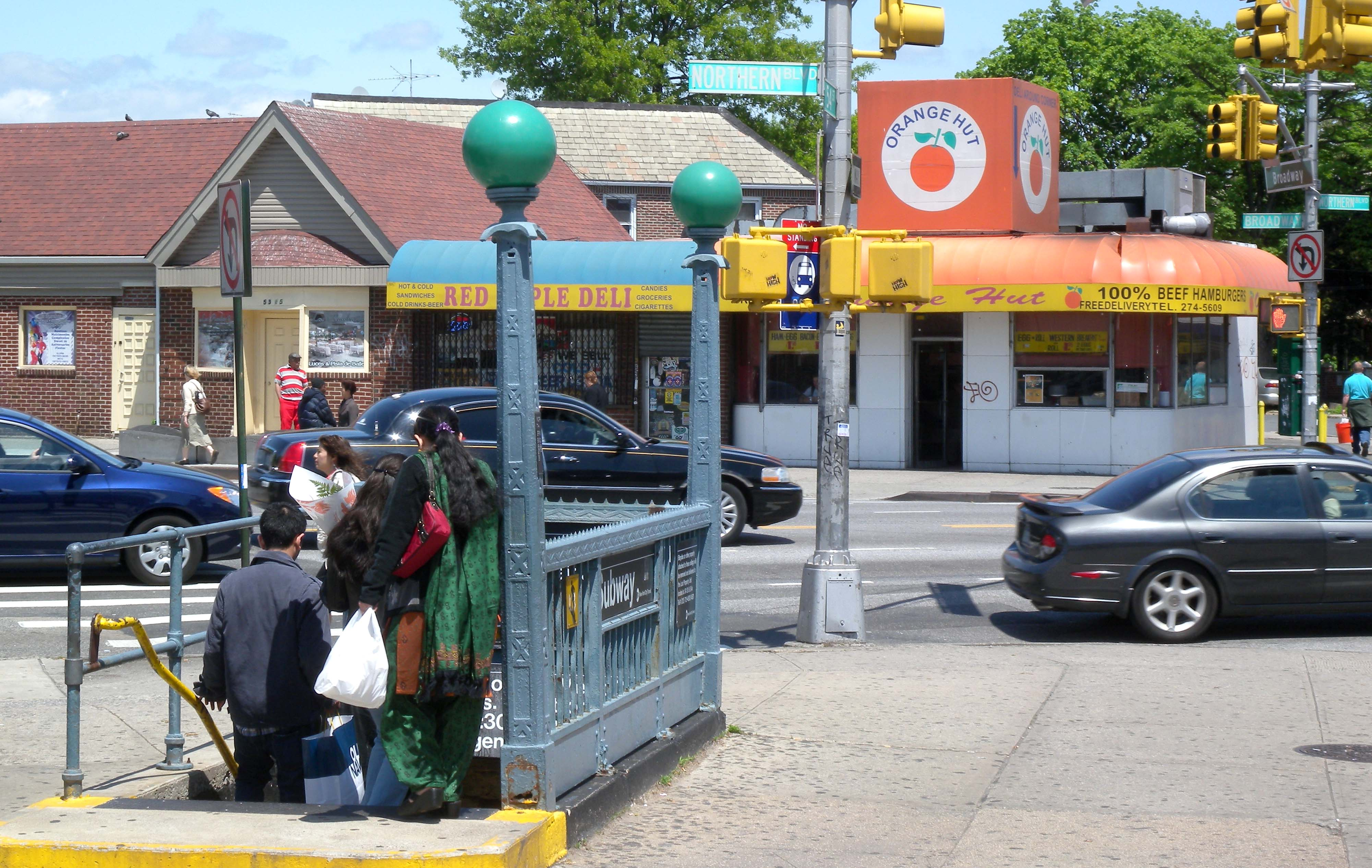
ノーザン・ブールバードの南側階段

当駅は相対式ホーム2面2線の構造である。真下を通る急行線は駅から見ることができない。東から来た急行線は当駅の手前で緩行線の下に潜った後、南へ曲がりノーザン・ブールバードの下へ行く。ホームには"N BLVD"というタイルがある。
駅の南側には上下線を結ぶ片渡り線があったが2019年に撤去された。また、北行ホーム西端に非常出口がある。

### 出口
改札は各ホーム西端にあり、出口はノーザン・ブールバードとブロードウェイ交差点（南行ホームから北西、北行ホームから南東）にある。改札はホーム横にあり、南行ホーム側のみ終日駅員が配置されているが、ホーム間の改札内連絡通路は設けられていない。改札横に1か所ずつ地上への階段がある。両ホーム東端の出口は現在は立入禁止になっている。 IND方式で"56th Street"と左矢印の看板が駅名標の下にある。